# سيتاديلا
سيتاديلا، (بالإنجليزية: Cittadella)‏، هي مدينة مسورة، من العصور الوسطى، في مقاطعة بادوا، شمال إيطاليا، تأسست في القرن الثالث عشر كموقع عسكري لبادوا. تم ترميم الجدار المحيط ويبلغ محيطه 1,461 مترًا (4,793 قدمًا) ويبلغ قطره حوالي 450 مترًا (1480 قدمًا). هناك أربعة بوابات تقابل تقريبًا نقاط البوصلة.

## السكان
في سنة 1871 بلغ عدد السكان 8٬570 نسمة، وتطور العدد ليصل في سنة 2011 لـ 19٬956 نسمة.
يظهر هذا المخطط البياني تطور النمو السكاني لـ سيتاديلا

## توأمة
لسيتاديلا اتفاقيات توأمة مع:
- غوبن

## أعلام
- أندريا بيروبون
- أندريا تونياتو
- جيانلويجي كوينزي
- ماتيا مينيسو